# Ichneumon glacialis
Ichneumon glacialis är en stekelart som beskrevs av William Harris Ashmead 1902. Ichneumon glacialis ingår i släktet Ichneumon och familjen brokparasitsteklar. Inga underarter finns listade i Catalogue of Life.